# Платонівська вулиця
Плато́нівська ву́лиця — вулиця в Солом'янському районі міста Києва, місцевість Солом'янка. Пролягає від вулиці Патріарха Мстислава Скрипника до Стадіонного провулку.

## Історія
Вулиця виникла у 1910-х роках, у довіднику «Весь Киев» вперше згадана 1913 року під сучасною назвою, на честь митрополита Київського Платона (Городецького).
Історичну забудову знесено у 1970–80-ті роки, наразі до вулиці приписаний лише один будинок — № 18.